# San José de la Cruz, Durango
San José de la Cruz är en ort i Mexiko.   Den ligger i kommunen Otáez och delstaten Durango, i den centrala delen av landet, 900 km nordväst om huvudstaden Mexico City. San José de la Cruz ligger 2 425 meter över havet och antalet invånare är 129.
Terrängen runt San José de la Cruz är lite kuperad. Runt San José de la Cruz är det mycket glesbefolkat, med 3 invånare per kvadratkilometer. Det finns inga andra samhällen i närheten. Omgivningarna runt San José de la Cruz är i huvudsak ett öppet busklandskap.